# Acheo di Siracusa
Acheo di Siracusa (in greco antico:  Ἀχαιός ὁ Συρακούσιος?, Achaiós ho Syrakoúsios; V secolo a.C. – IV secolo a.C.) è stato un drammaturgo greco antico di origine siceliota.

## Biografia
La Suda è, di fatto, l'unica fonte per la biografia di Acheo, che definisce siracusano e "tragico recente", dunque situandolo quanto meno dopo Euripide.
Un ulteriore appiglio cronologico verrebbe dall'identificarlo con quell'Acheo che, nelle iscrizioni, viene inserito come vincitore delle Lenee del 356 a.C..

## Tragedie
Mentre Suda gli attribuisce 10 opere,  lo Pseudo-Eudocia 14. Di queste tragedie, tuttavia, non abbiamo né titoli, né frammenti.